# Liste des codes IATA des aéroports/W
Liste des codes IATA des aéroports internationaux.
Le code de deux lettres qui suit la ville est la subdivision du pays (région, État…) selon la norme ISO 3166-2.
- A
- B
- C
- D
- E
- F
- G
- H
- I
- J
- K
- L
- M
- N
- O
- P
- Q
- R
- S
- T
- U
- V
- W
- X
- Y
- Z

- Haut – WA
- WB
- WC
- WD
- WE
- WF
- WG
- WH
- WI
- WJ
- WK
- WL
- WM
- WN
- WO
- WP
- WQ
- WR
- WS
- WT
- WU
- WV
- WW
- WX
- WY
- WZ

## WA
| AITA | OACI | Aéroport                               | Lieu                                        |
| ---- | ---- | -------------------------------------- | ------------------------------------------- |
| WAA  | PAIW | Aéroport de Wales                      | Wales, Alaska, États-Unis                   |
| WAB  |      | Aéroport de Wabag                      | Wabag, Papouasie-Nouvelle-Guinée            |
| WAC  | HAWC | Aéroport de Wacca                      | Wacca, Éthiopie                             |
| WAD  |      | Aéroport d'Andriamena                  | Andriamena, Madagascar                      |
| WAE  | OEWD | Aéroport domestique du Wadi al-Dawasir | Wadi ad-Dawasir, Arabie saoudite            |
| WAF  | OPWN | Aéroport de Wana                       | Wana, Pakistan                              |
| WAG  | NZWU | Aéroport de Whanganui                  | Whanganui, Nouvelle-Zélande                 |
| WAH  | KBWP | Aéroport Harry Stern                   | Wahpeton, Dakota du Nord, États-Unis        |
| WAI  | FMNW | Aérodrome d'Ambalabe                   | Antsohihy, Madagascar                       |
| WAJ  | AYWF | Aérodrome de Wawoi Falls               | Wawoi Falls, Papouasie-Nouvelle-Guinée      |
| WAK  | FMSZ | Aérodrome d'Ankazoabo                  | Ankazoabo, Madagascar                       |
| WAL  | KWAL | Wallops Flight Facility                | Île de Wallops, Virginie, États-Unis        |
| WAM  | FMMZ | Aérodrome d'Ambatondrazaka             | Ambatondrazaka, Madagascar                  |
| WAO  | AYWB | Aérodrome de Wabo                      | Wabo, Papouasie-Nouvelle-Guinée             |
| WAP  | SCAP | Aéroport d'Alto Palena (en)            | Palena, Chili                               |
| WAQ  | FMMG | Aérodrome d'Antsalova                  | Antsalova, Madagascar                       |
| WAR  | WAJR | Aéroport de Waris                      | Waris, Indonésie                            |
| WAS  |      | Aire métropolitaine                    | Washington, États-Unis                      |
| WAT  | EIWF | Aéroport de Waterford                  | Waterford, Ireland                          |
| WAU  |      | Aérodrome de Wauchope                  | Wauchope, Nouvelle-Galles du Sud, Australie |
| WAV  | YWAV | Aérodrome de Wave Hill                 | Kalkarindji, Territoire du Nord, Australie  |
| WAW  | EPWA | Aéroport de Varsovie-Chopin            | Varsovie, Pologne                           |
| WAX  | HLZW | Aéroport de Zouara (en)                | Zouara, Libye                               |
| WAY  | KWAY | Aérodrome du comté de Greene (en)      | Waynesburg, Pennsylvanie, États-Unis        |
| WAZ  | YWCK | Aéroport du Warwick (en)               | Warwick, Queensland, Australie              |

## WB
| AITA | OACI | Aéroport                           | Lieu                                   |
| ---- | ---- | ---------------------------------- | -------------------------------------- |
| WBA  | WAPV | Aéroport de Wahai (en)             | Céram, Indonésie                       |
| WBB  |      | Aérodrome de Stebbins Airport (en) | Stebbins, Alaska, États-Unis           |
| WBC  |      | Aérodrome de Wapolu                | Wapolu, Papouasie-Nouvelle-Guinée      |
| WBD  | FMNF | Aérodrome de Befandriana Avaratra  | Befandriana-Avaratra, Madagascar       |
| WBE  |      | Aérodrome de Bealanana             | Bealanana, Madagascar                  |
| WBG  | ETNS | Base aérienne de Schleswig-Jagel   | Jagel, Schleswig-Holstein, Allemagne   |
| WBK  |      | Aérodrome de West Branch (en)      | West Branch, Michigan, États-Unis      |
| WBM  | AYWD | Aérodrome de Wapenamanda (en)      | Wapenamanda, Papouasie-Nouvelle-Guinée |
| WBO  |      | Aérodrome d'Antsoa                 | Beroroha, Madagascar                   |
| WBQ  | PAWB | Aérodrome de Beaver (en)           | Beaver, Alaska, États-Unis             |
| WBR  | KRQB | Aérodrome de Roben–Hood (en)       | Big Rapids, Michigan, États-Unis       |
| WBU  | KBDU | Aéroport municipal de Boulder      | Boulder, Colorado, États-Unis          |
| WBW  | KWBW | Aérodrome de Wilkes-Barre (en)     | Wilkes-Barre, Pennsylvanie, États-Unis |

## WC
| AITA | OACI | Aéroport                   | Lieu                                          |
| ---- | ---- | -------------------------- | --------------------------------------------- |
| WCA  | SCST | Aéroport de Castro-Gamboa  | Castro, Chili                                 |
| WCD  | YSCD | Aéroport de Carosue Dam    | Carosue Dam, Australie-Occidentale, Australie |
| WCH  | SCTN | Aéroport de Nuevo Chaitén  | Chaitén, Chili                                |
| WCR  | PALR | Aéroport de Chandalar Lake | Chandalar, Alaska, États-Unis                 |

## WD
| AITA | OACI | Aéroport                                        | Lieu                                   |
| ---- | ---- | ----------------------------------------------- | -------------------------------------- |
| WDA  |      | Aéroport de Wadi Ain                            | Wadi Ain, Yémen                        |
| WDG  | KWDG | Aéroport régional d'Ewid Woodring (en)          | Enid, Oklahoma, États-Unis             |
| WDH  | FYWH | Aéroport international Hosea Kutako de Windhoek | Windhoek, Namibie                      |
| WDI  | YWND | Aéroport de Wondai                              | Wondai, Queensland, Australie          |
| WDN  |      | Aérodrome de Waldronaire                        | Waldron Island, Washington, États-Unis |
| WDR  | KWDR | Aéroport de Winder - Comté de Barrow (en)       | Winder, Géorgie, États-Unis            |
| WDS  | ZHSY | Aéroport de Shiyan Wudangshan (en)              | Shiyan, Hubei, Chine                   |

## WE
| AITA | OACI | Aéroport                                       | Lieu                                       |
| ---- | ---- | ---------------------------------------------- | ------------------------------------------ |
| WEA  | KWEA | Aéroport de Weatherford - Comté de Parker (en) | Weatherford, Texas, États-Unis             |
| WED  |      | Aérodrome de Wedau                             | Wedau, Papouasie-Nouvelle-Guinée           |
| WEF  | ZSWF | Aéroport de Weifang (en)                       | Weifang, Shandong, Chine                   |
| WEH  | ZSWH | Aéroport international de Weihai-Dashuibo      | Weihai, Shandong, Chine                    |
| WEI  | YBWP | Aérodrome de Weipa                             | Weipa, Queensland, Australie               |
| WEL  | FAWM | Aéroport de Welkom                             | Welkom, Afrique du Sud                     |
| WEP  |      | Aérodrome de Weam                              | Weam, Papouasie-Nouvelle-Guinée            |
| WES  |      | Aéroport de Weasua                             | Weasua, Liberia                            |
| WET  | WABG | Aérodrome de Waghete                           | Waghete, Indonésie                         |
| WEW  | YWWA | Aérodrome de Wee Waa                           | Wee Waa, Nouvelle-Galles du Sud, Australie |

## WF
| AITA | OACI | Aéroport                             | Lieu                              |
| ---- | ---- | ------------------------------------ | --------------------------------- |
| WFB  |      | Aérodrome de Ketchikan Harbor (en)   | Ketchikan, Alaska, États-Unis     |
| WFD  | EGCD | Aérodrome de Woodford (en)           | Woodford, Angleterre, Royaume-Uni |
| WFI  | FMSK | Aérodrome de Fianarantsoa            | Fianarantsoa, Madagascar          |
| WFK  | KFVE | Aérodrome de Northern Aroostook (en) | Frenchville, Maine, États-Unis    |

## WG
| AITA | OACI | Aéroport                             | Lieu                                           |
| ---- | ---- | ------------------------------------ | ---------------------------------------------- |
| WGA  | YSWG | Aéroport de Wagga Wagga (en)         | Wagga Wagga, Nouvelle-Galles du Sud, Australie |
| WGC  | VOWA | Aéroport de Warangal (en)            | Warangal, Inde                                 |
| WGE  | YWLG | Aéroport de Walgett (en)             | Walgett, Nouvelle-Galles du Sud, Australie     |
| WGN  | ZGSY | Aéroport de Shaoyang Wugang (en)     | Shaoyang, Hunan, Chine                         |
| WGO  | KOKV | Aéroport Régional de Winchester (en) | Winchester, Virginie, États-Unis               |
| WGP  | WADW | Aéroport de Waingapu Mau Hau (en)    | Waingapu, Indonésie                            |
| WGT  | YWGT | Aéroport de Wangaratta (en)          | Wangaratta, Victoria, Australie                |
| WGU  |      | Aérodrome de Wagau                   | Wagau, Papouasie-Nouvelle-Guinée               |
| WGY  |      | Aéroport de Wagny                    | Wagny, Gabon                                   |

## WH
| AITA | OACI | Aéroport                             | Lieu                                      |
| ---- | ---- | ------------------------------------ | ----------------------------------------- |
| WHA  | ZSWA | Aéroport Xuanzhou de Wuhu (en)       | Wuhu, Anhui, Chine                        |
| WHD  |      | Aérodrome de Hyder (en)              | Hyder, Alaska, États-Unis                 |
| WHF  | HSSW | Aéroport de Wadi Halfa (en)          | Wadi Halfa, Soudan                        |
| WHK  | NZWK | Aéroport de Whakatane (en)           | Whakatane, Nouvelle-Zélande               |
| WHL  |      | Aéroport de Welshpool                | Welshpool, Victoria, Australie            |
| WHO  |      | Aérodrome du Glacier François-Joseph | Glacier François-Joseph, Nouvelle-Zélande |
| WHP  | KWHP | Aérodrome de Whiteman (en)           | Los Angeles, Californie, États-Unis       |
| WHS  | EGEH | Aérodrome de Whalsay (en)            | Whalsay, Écosse, Royaume-Uni              |
| WHT  | KARM | Aérodrome de Wharton (en)            | Wharton, Texas, États-Unis                |
| WHU  | ZSWU | Aéropor Wanli de Wuhu                | Wuhu, Anhui, Chine                        |

## WI
| AITA | OACI | Aéroport                             | Lieu                                         |
| ---- | ---- | ------------------------------------ | -------------------------------------------- |
| WIB  |      | Aérodrome du comté de Wilbarger (en) | Vernon, Texas, États-Unis                    |
| WIC  | EGPC | Aérodrome de Wick                    | Wick, Écosse, Royaume-Uni                    |
| WIE  | ETOU | Lucius D. Clay Kaserne               | Wiesbaden, Hesse, Allemagne                  |
| WIK  | NZKE | Aérodrome de l'Île Waiheke (en)      | Île Waiheke, Nouvelle-Zélande                |
| WIL  | HKNW | Aéroport Wilson                      | Nairobi, Kenya                               |
| WIN  | YWTN | Aéroport de Winton (en)              | Winton, Queensland, Australie                |
| WIO  | YWCA | Aéroport de Wilcannia (en)           | Wilcannia, Nouvelle-Galles du Sud, Australie |
| WIR  | NZWO | Aérodrome de Wairoa (en)             | Wairoa, Nouvelle-Zélande                     |
| WIT  | YWIT | Aérodrome de Wittenoom               | Wittenoom, Australie-Occidentale, Australie  |
| WIU  |      | Aérodrome de Witu                    | Witu, Papouasie-Nouvelle-Guinée              |

## WJ
| AITA | OACI | Aéroport                              | Lieu                              |
| ---- | ---- | ------------------------------------- | --------------------------------- |
| WJA  |      | Aérodrome de Woja (en)                | Ailinglaplap, Îles Marshall       |
| WJF  | KWJF | Aérodrome General William J. Fox (en) | Lancaster, Californie, États-Unis |
| WJR  | HKWJ | Aéroport de Wajir (en)                | Wajir, Kenya                      |
| WJU  | RKNW | Aéroport de Wonju                     | Wonju, Corée du Sud               |

## WK
| AITA | OACI | Aéroport                       | Lieu                               |
| ---- | ---- | ------------------------------ | ---------------------------------- |
| WKA  | NZWF | Aéroport de Wānaka (en)        | Wanaka, Nouvelle-Zélande           |
| WKB  | YWKB | Aéroport de Warracknabeal (en) | Warracknabeal, Victoria, Australie |
| WKF  | FAWK | Air Force Base Waterkloof (en) | Pretoria, Afrique du Sud           |
| WKI  | FVWT | Aéroport de Hwange Town (en)   | Hwange, Zimbabwe                   |
| WKJ  | RJCW | Aéroport de Wakkanai (en)      | Wakkanai, Japon                    |
| WKK  |      | Aérodrome d'Aleknagik (en)     | Aleknagik, Alaska, États-Unis      |
| WKN  |      | Aérodrome de Wakunai (en)      | Wakunai, Papouasie-Nouvelle-Guinée |
| WKR  | MYAW | Aérodrome de Walker's Cay (en) | Walker's Cay, Îles Abacos, Bahamas |

## WL
| AITA | OACI | Aéroport                                 | Lieu                                           |
| ---- | ---- | ---------------------------------------- | ---------------------------------------------- |
| WLA  | YWAL | Aérodrome de Wallal Downs                | Wallal, Australie-Occidentale, Australie       |
| WLC  | YWCH | Aérodrome de Walcha (en)                 | Walcha, Nouvelle-Galles du Sud, Australie      |
| WLD  | KWLD | Strother Field (en)                      | Winfield / Arkansas City, Kansas, États-Unis   |
| WLE  | YMLS | Aéroport de Miles (en)                   | Miles, Queensland, Australie                   |
| WLG  | NZWN | Aéroport international de Wellington     | Wellington, Nouvelle-Zélande                   |
| WLH  | NVSW | Aéroport de Walaha (en)                  | Walaha, Vanuatu                                |
| WLK  | PASK | Aérodrome de Selawik (en)                | Selawik, Alaska, États-Unis                    |
| WLL  | YWOR | Aéroport de Wollogorang                  | Wollogorang, Territoire du Nord, Australie     |
| WLO  | YWTL | Aéroport de Waterloo                     | Waterloo, Territoire du Nord, Australie        |
| WLP  | YANG | Aérodrome de West Angelas                | West Angelas, Australie-Occidentale, Australie |
| WLR  |      | Hydroaérodrome de Loring                 | Loring, Alaska, États-Unis                     |
| WLS  | NLWW | Aérodrome de Wallis-Hihifo               | Mata Utu, France                               |
| WLW  | KWLW | Aérodrome de Willows-Comté de Glenn (en) | Willows, Californie, États-Unis                |

## WM
| AITA | OACI | Aéroport                            | Lieu                                          |
| ---- | ---- | ----------------------------------- | --------------------------------------------- |
| WMA  | FMNX | Aérodrome de Mandritsara            | Mandritsara, Madagascar                       |
| WMB  | YWBL | Aéroport de Warrnambool (en)        | Warrnambool, Victoria, Australie              |
| WMC  | KWMC | Aérodrome de Winnemucca (en)        | Winnemucca, Nevada, États-Unis                |
| WMD  |      | Aérodrome de Mandabe                | Mandabe, Madagascar                           |
| WME  | YMNE | Aéroport de Mount Keith (en)        | Mount Keith, Australie-Occidentale, Australie |
| WMH  | KBPK | Aérodrome du comté de Baxter (en)   | Mountain Home, Arkansas, États-Unis           |
| WMI  | EPMO | Aéroport de Mazovie Varsovie-Modlin | Nowy Dwór Mazowiecki, Pologne                 |
| WMK  |      | Hydroaérodrome de Meyers Chuck      | Meyers Chuck, Alaska, États-Unis              |
| WML  | FMMC | Aérodrome de Malaimbandy            | Malaimbandy, Madagascar                       |
| WMN  | FMNR | Aérodrome de Maroantsetra           | Maroantsetra, Madagascar                      |
| WMO  | PAWM | Aérodrome de White Mountain (en)    | White Mountain, Alaska, États-Unis            |
| WMP  | FMNP | Aérodrome de Mampikony              | Mampikony, Madagascar                         |
| WMR  | FMNC | Aérodrome de Mananara Nord          | Mananara Nord, Madagascar                     |
| WMT  | ZUMT | Aéroport de Renhuai Maotai (en)     | Renhuai, Chine                                |
| WMV  |      | Aérodrome de Madirovalo             | Madirovalo, Madagascar                        |
| WMX  | WAVV | Aéroport de Wamena (en)             | Wamena, Indonésie                             |

## WN
| AITA | OACI | Aéroport                                  | Lieu                                       |
| ---- | ---- | ----------------------------------------- | ------------------------------------------ |
| WNA  | PANA | Aérodrome de Napakiak (en)                | Napakiak, Alaska, États-Unis               |
| WND  |      | Aérodrome de Windarra                     | Windarra, Australie-Occidentale, Australie |
| WNE  |      | Aéroport de Wora na Yeno                  | Wora na Yeno, Gabon                        |
| WNH  | ZPWS | Aéroport de Wenshan Yanshan (en)          | Wenshan, Chine                             |
| WNI  | WAWD | Aéroport de Matahora                      | Wangi-Wangi, Indonésie                     |
| WNN  |      | Aéroport de Wunnumin Lake (en)            | Wunnumin Lake, Ontario, Canada             |
| WNP  | RPUN | Aérodrome de Naga (en)                    | Naga, Philippines                          |
| WNR  | YWDH | Aéroport de Windorah (en)                 | Windorah, Queensland, Australie            |
| WNS  | OPNH | Aéroport de Benazirabad (en)              | Nawabshah, Pakistan                        |
| WNU  |      | Aérodrome de Huañuma                      | Huañuma, Papouasie-Nouvelle-Guinée         |
| WNZ  | ZSWZ | Aéroport international de Wenzhou Longwan | Wenzhou, Chine                             |

## WO
| AITA | OACI | Aéroport                          | Lieu                                          |
| ---- | ---- | --------------------------------- | --------------------------------------------- |
| WOA  |      | Aérodrome de Wonenara             | Wonenara, Papouasie-Nouvelle-Guinée           |
| WOE  | EHWO | Base aérienne de Woensdrecht (en) | Berg-op-Zoom, Pays-Bas                        |
| WOG  |      | Aérodrome de Woodgreen            | Woodgreen, Territoire du Nord, Australie      |
| WOK  | SVUQ | Aéroport de Uonquén (en)          | Uonquén, Venezuela                            |
| WOL  | YWOL | Aéroport régional d'Illawarra     | Wollongong, Nouvelle-Galles du Sud, Australie |
| WON  | YWDL | Aéroport de Wondoola              | Wondoola, Queensland, Australie               |
| WOR  |      | Aéroport de Moramba               | Ankorefo, Madagascar                          |
| WOS  | ZKWS | Aéroport de Wonsan                | Wonsan, Corée du Nord                         |
| WOT  | RCWA | Aérodrome de Wang'an (en)         | Wang'an, Taïwan                               |
| WOW  | PAUO | Aérodrome de Willow (en)          | Willow, Alaska, États-Unis                    |

## WP
| AITA | OACI | Aéroport                                       | Lieu                                       |
| ---- | ---- | ---------------------------------------------- | ------------------------------------------ |
| WPA  | SCAS | Aéroport Cabo Juan Román (en)                  | Puerto Aysén, Chili                        |
| WPB  | FMNG | Aérodrome de Port-Bergé                        | Boriziny, Madagascar                       |
| WPC  | CZPC | Aérodrome de Pincher Creek (en)                | Pincher Creek, Alberta, Canada             |
| WPK  | YWMP | Autoport de Wrotham Park                       | Wrotham Park, Queensland, Australie        |
| WPL  |      | Aérodrome de Powell Lake (en)                  | Powell River, Colombie-Britannique, Canada |
| WPM  | AYXP | Aérodrome de Wipim (en)                        | Wipim, Papouasie-Nouvelle-Guinée           |
| WPO  |      | Aéroport de North Fork Valley                  | Paonia, Colorado, États-Unis               |
| WPR  | SCFM | Aérodrome Capitán Fuentes Martínez de Porvenir | Porvenir, Chili                            |
| WPU  | SCGZ | Aéroport Guardia Marina Zañartu                | Puerto Williams, Chili                     |

## WQ
| AITA | OACI | Aéroport | Lieu |
| ---- | ---- | -------- | ---- |

## WR
| AITA | OACI | Aéroport                             | Lieu                                          |
| ---- | ---- | ------------------------------------ | --------------------------------------------- |
| WRA  | HAWR | Aéroport de Werder                   | Werder, Éthiopie                              |
| WRB  | KWRB | Robins Air Force Base                | Warner Robins, Géorgie, États-Unis            |
| WRE  | NZWR | Aérodrome de Whangarei (en)          | Whangarei, Nouvelle-Zélande                   |
| WRG  | PAWG | Aérodrome de Wrangell (en)           | Wrangell, Alaska, États-Unis                  |
| WRI  | KWRI | Base aérienne de McGuire (en)        | Wrightstown, New Jersey, États-Unis           |
| WRL  | KWRL | Aérodrome de Worland (en)            | Worland, Wyoming, États-Unis                  |
| WRN  | YWDG | Aéroport de Windarling (en)          | Windarling, Australie-Occidentale, Australie  |
| WRO  | EPWR | Aéroport de Wroclaw-Nicolas Copernic | Wrocław, Pologne                              |
| WRT  | EGNO | Aérodrome de Warton (en)             | Warton, Angleterre, Royaume-Uni               |
| WRW  | YWWG | Aérodrome de Warrawagine             | Warrawagine, Australie-Occidentale, Australie |
| WRY  | EGEW | Aérodrome de Westray                 | Westray, Écosse, Royaume-Uni                  |
| WRZ  | VCCW | Aéroport de Weerawila (en)           | Weerawila, Sri Lanka                          |

## WS
| AITA | OACI | Aéroport                              | Lieu                                              |
| ---- | ---- | ------------------------------------- | ------------------------------------------------- |
| WSA  |      | Aérodrome de Wasua                    | Wasua, Papouasie-Nouvelle-Guinée                  |
| WSB  |      | Hydroaérodrome de Steamboat Bay       | Steamboat Bay, Alaska, États-Unis                 |
| WSD  | KWSD | Base aérienne de Condron              | White Sands, Nouveau-Mexique, États-Unis          |
| WSF  | PACS | Aérodrome de Cape Sarichef (en)       | Cape Sarichef, Alaska, États-Unis                 |
| WSG  |      | Aérodrome du comté de Washington (en) | Washington, Pennsylvanie, États-Unis              |
| WSH  | KHWV | Aérodrome de Brookhaven (en)          | Shirley, New York, États-Unis                     |
| WSI  |      | Western Sydney Airport                | Sydney, Nouvelle-Galles du Sud, Australie         |
| WSK  | ZUWS | Aéroport de Wushan Shennüfeng         | Wushan, Chongqing, Chine                          |
| WSM  |      | Aérodrome de Wiseman                  | Wiseman, Alaska, États-Unis                       |
| WSN  | PFWS | Aérodrome de South Naknek (en)        | South Naknek, Alaska, États-Unis                  |
| WSO  | SMWS | Aérodrome de Washabo (en)             | Washabo, Suriname                                 |
| WSP  | MNWP | Aérodrome de Waspán (en)              | Waspán, Nicaragua                                 |
| WSR  | WASW | Aéroport de Wasior                    | Wasior, Indonésie                                 |
| WST  | KWST | Aérodrome de Westerly State (en)      | Westerly, Rhode Island, États-Unis                |
| WSU  |      | Aérodrome de Wasu                     | Wasu, Papouasie-Nouvelle-Guinée                   |
| WSX  |      | Aérodrome de Westsound/WSX (en)       | West Sound, Washington, États-Unis                |
| WSY  | YSHR | Aéroport de Whitsunday (en)           | Airlie Beach/Shute Harbour, Queensland, Australie |
| WSZ  | NZWS | Aéroport de Westport (en)             | Westport, Nouvelle-Zélande                        |

## WT
| AITA | OACI | Aéroport                             | Lieu                                |
| ---- | ---- | ------------------------------------ | ----------------------------------- |
| WTA  | FMMU | Aérodrome de Tambohorano             | Tambohorano, Madagascar             |
| WTB  | YBWW | Aérodrome Wellcamp de Toowoomba (en) | Toowoomba, Queensland, Australie    |
| WTD  | MYGW | Aéroport de West End (en)            | West End, Bahamas                   |
| WTE  |      | Aéroport de Wotje (en)               | Wotje, Îles Marshall                |
| WTK  | PAWN | Aérodrome de Noatak (en)             | Noatak, Alaska, États-Unis          |
| WTL  |      | Aérodrome de Tuntutuliak (en)        | Tuntutuliak, Alaska, États-Unis     |
| WTN  | EGXW | RAF Waddington                       | Waddington, Angleterre, Royaume-Uni |
| WTO  |      | Aéroport de l'île de Wotho           | Wotho, Îles Marshall                |
| WTP  | AYWT | Aérodrome de Woitape (en)            | Woitape, Papouasie-Nouvelle-Guinée  |
| WTR  |      | Aérodrome de Whiteriver (en)         | Whiteriver, Arizona, États-Unis     |
| WTS  | FMMX | Aérodrome de Tsiroanomandidy         | Tambohorano, Madagascar             |
| WTT  |      | Aérodrome de Wantoat                 | Wantoat, Papouasie-Nouvelle-Guinée  |
| WTZ  | NZWT | Aérodrome de Whitianga (en)          | Whitianga, Nouvelle-Zélande         |

## WU
| AITA | OACI | Aéroport                                 | Lieu                                            |
| ---- | ---- | ---------------------------------------- | ----------------------------------------------- |
| WUA  | ZBUH | Aéroport de Wuhai (en)                   | Wuhai, Chine                                    |
| WUD  | YWUD | Aéroport de Wudinna (en)                 | Wudinna, Australie-Méridionale, Australie       |
| WUG  | AYWU | Aérodrome de Wau (en)                    | Wau, Papouasie-Nouvelle-Guinée                  |
| WUH  | ZHHH | Aéroport international de Wuhan Tianhe   | Wuhan, Chine                                    |
| WUI  | YMMI | Aéroport de Murrin Murrin (en)           | Murrin Murrin, Australie-Occidentale, Australie |
| WUM  |      | Aérodrome de Wasum                       | Wasum, Papouasie-Nouvelle-Guinée                |
| WUN  | YWLU | Aéroport de Wiluna (en)                  | Wiluna, Australie-Occidentale, Australie        |
| WUS  | ZSWY | Aéroport de Wuyishan (en)                | Wuyishan, Chine                                 |
| WUT  | ZBXZ | Aéroport de Xinzhou Wutaishan (en)       | Xinzhou, Chine                                  |
| WUU  | HSWW | Aéroport de Wau (en)                     | Wau, Soudan du Sud                              |
| WUV  |      | Aérodrome de Wuvulu                      | Wuvulu, Papouasie-Nouvelle-Guinée               |
| WUX  | ZSWX | Aéroport international de Sunan Shuofang | Wuxi, Chine                                     |
| WUZ  | ZGWZ | Aéroport de Wuzhou (en)                  | Wuzhou, Chine                                   |

## WV
| AITA | OACI | Aéroport                              | Lieu                                 |
| ---- | ---- | ------------------------------------- | ------------------------------------ |
| WVB  | FYWB | Aéroport de Walvis Bay                | Walvis Bay, Namibie                  |
| WVI  | KWVI | Aéroport municipal de Watsonville     | Watsonville, Californie, États-Unis  |
| WVK  | FMSK | Aérodrome de Manakara                 | Manakara, Madagascar                 |
| WVL  | KWVL | Aéroport de Waterville-Robert LaFleur | Waterville, Maine, États-Unis        |
| WVN  | EDWI | Aéroport JadeWeser                    | Wilhelmshaven, Basse-Saxe, Allemagne |

## WW
| AITA | OACI | Aéroport                            | Lieu                                            |
| ---- | ---- | ----------------------------------- | ----------------------------------------------- |
| WWA  | PAWS | Aéroport de Wasilla                 | Wasilla, Alaska, États-Unis                     |
| WWD  | KWWD | Aérodrome du comté de Cape May (en) | Wildwood, New Jersey, États-Unis                |
| WWI  | YWWI | Aérodrome de Woodie Woodie (en)     | Woodie Woodie, Australie-Occidentale, Australie |
| WWK  | AYWK | Aérodrome de Wewak (en)             | Wewak, Papouasie-Nouvelle-Guinée                |
| WWP  |      | Hydroaérodrome de North Whale (en)  | Whale Pass, Alaska, États-Unis                  |
| WWR  | KWWR | Aérodrome de West Woodward (en)     | Woodward, Oklahoma, États-Unis                  |
| WWT  | PAEW | Hydroaérodrome de Newtok (en)       | Newtok, Alaska, États-Unis                      |
| WWY  | YWWL | Aérodrome de West Wyalong (en)      | West Wyalong, Nouvelle-Galles du Sud, Australie |

## WX
| AITA | OACI | Aéroport                   | Lieu           |
| ---- | ---- | -------------------------- | -------------- |
| WXN  | ZUWX | Aéroport de Wanzhou-Wuqiao | Wanzhou, Chine |

## WY
| AITA | OACI | Aéroport                        | Lieu                                         |
| ---- | ---- | ------------------------------- | -------------------------------------------- |
| WYA  | YWHA | Aéroport de Whyalla             | Mullaquana, Australie-Méridionale, Australie |
| WYB  |      | Hydroaérodrome de Yes Bay Lodge | Yes Bay, Alaska, États-Unis                  |
| WYE  | GYFE | Aéroport de Yengema (en)        | Yengema, Sierra Leone                        |
| WYN  | YWIM | Aéroport de Wyndham (en)        | Wyndham, Australie-Occidentale, Australie    |
| WYS  | KWYS | Aérodrome de Yellowstone (en)   | West Yellowstone, Montana, États-Unis        |

## WZ
| AITA | OACI | Aéroport                                | Lieu                            |
| ---- | ---- | --------------------------------------- | ------------------------------- |
| WZA  | DGLW | Aérodrome de Wa (en)                    | Wa, Ghana                       |
| WZQ  |      | Aéroport de la Bannière centrale d'Urad | Bannière centrale d'Urad, Chine |